# Phragmites japonicus
Phragmites japonicus är en gräsart som beskrevs av Ernst Gottlieb von Steudel. Phragmites japonicus ingår i släktet vassläktet, och familjen gräs. Inga underarter finns listade i Catalogue of Life.